# روبرت ليندسي (سياسي أسترالي)
روبرت ليندسي (بالإنجليزية: Robert Lindsay)‏ هو سياسي أسترالي وبريطاني (وحمل سابقاً جنسية المملكة المتحدة لبريطانيا العظمى وأيرلندا)، ولد في 18 أغسطس 1905 في نورتش في المملكة المتحدة، وتوفي في 6 سبتمبر 2000 في فيكتوريا في أستراليا. حزبياً، نشط في الحزب الليبرالي الأسترالي. وقد انتخب عضو مجلس النواب الأسترالي عن دائرة Division of Flinders ‏ (29 مايو 1954 – 31 أكتوبر 1966).